# Capanna Cristallina
Die Capanna Cristallina, deutsch Cristallinahütte, ist eine Berghütte der Sektion Tessin des Schweizer Alpen-Clubs (SAC) in Lugano im Schweizer Kanton Tessin.

## Beschreibung
Die Hütte steht seit ihrem Neubau im Jahr 2002 etwas nordwestlich über dem Cristallinapass, dem Übergang zwischen Bavonatal und Bedrettotal, auf 2577 m ü. M. unweit des Pizzo Cristallina in den nördlichen Tessiner Alpen.
Erreichbar ist sie zu Fuss von Ossasco (Bedrettotal) aus in etwa 3,5 Stunden, Robièi (Bergstation Luftseilbahn) in 2,5 Stunden, Fusio in 6,5 Stunden oder Piano di Peccia in 7 Stunden (Maggiatal bzw. Seitental der Peccia).
Sie bietet insgesamt 120 Schlafplätze, verteilt auf 17 Zimmer von 4 bis 12 Schlafplätzen. Sie ist von Ende Juni bis Anfang Oktober bewartet sowie auch gelegentlich im Winter.
Die ursprünglich 1939 erbaute Capanna Cristallina stand im oberen Bereich des Val Torta auf 2349 m ü. M. Sie wurde im Winter 1999 von einer Lawine fast vollständig zerstört. Aus Sicherheitsgründen (die Hütte wurde 1999 bereits zum dritten Mal von Lawinen stark beschädigt) wurde die neue Hütte nach Plänen von Baserga Mozzetti auf dem Pass aufgebaut. Von der alten Hütte zeugt heute nur noch ein Steinhaufen.

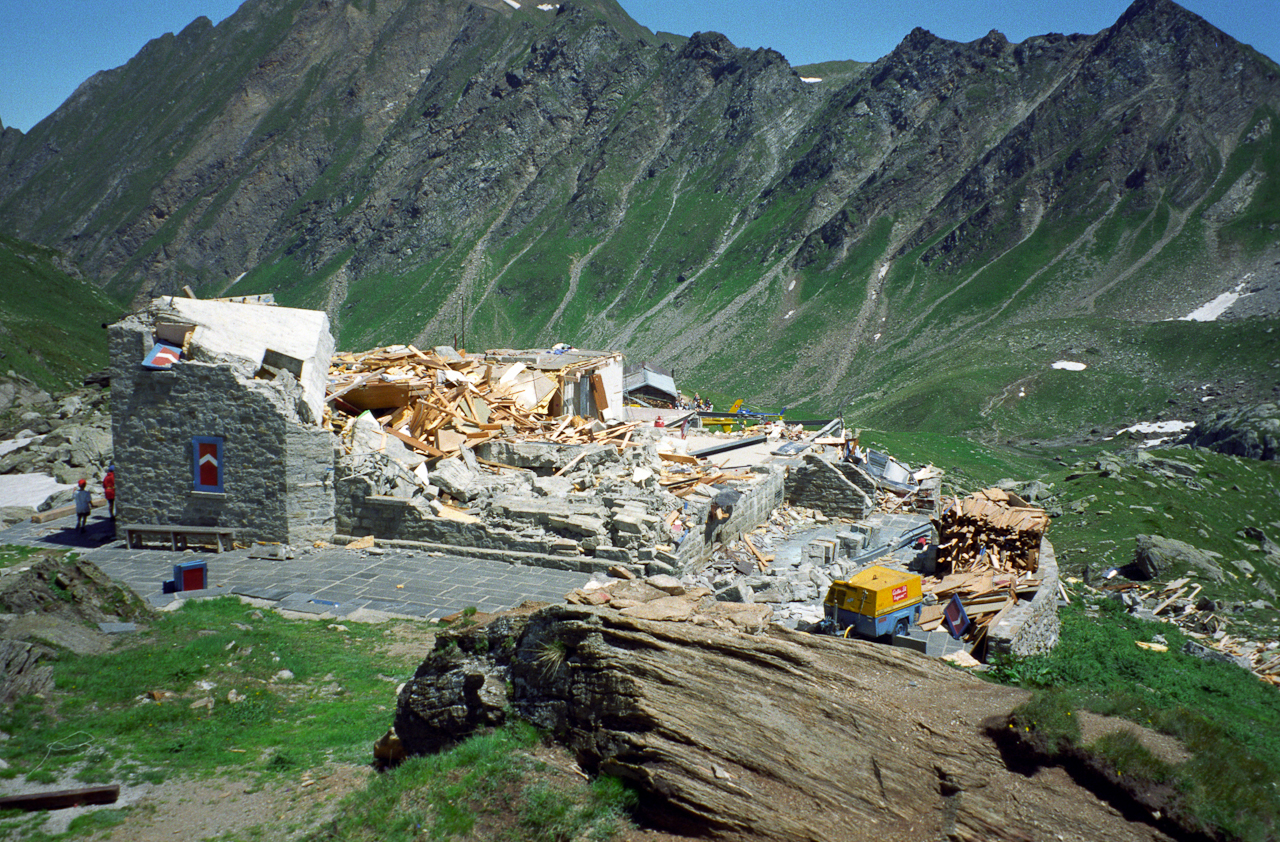
Bergseitige Aufnahme der lawinenzerstörten Schutzhütte des Schweizer Alpenvereins, Juli 1999

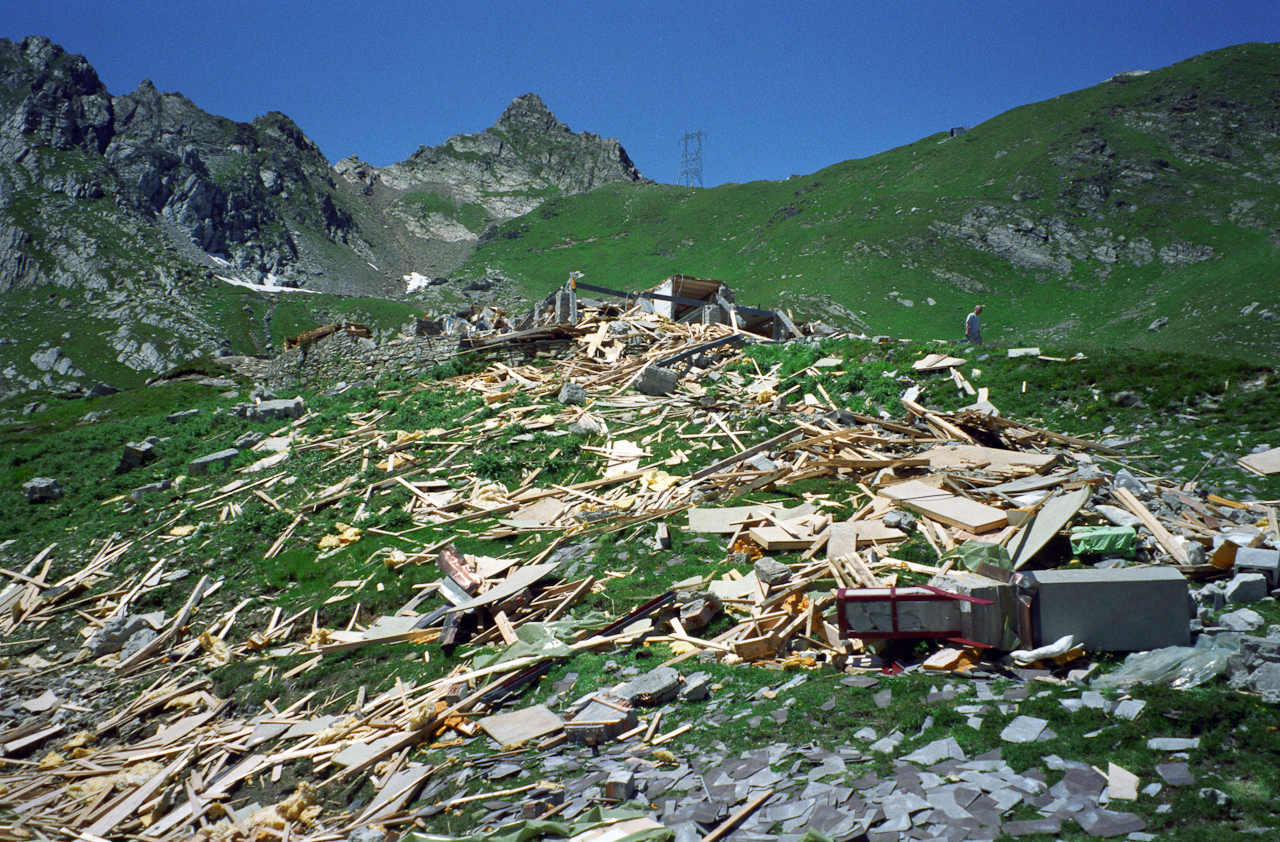
Talseitige Aufnahme der lawinenzerstörten Capanna cristallina im Juli 1999

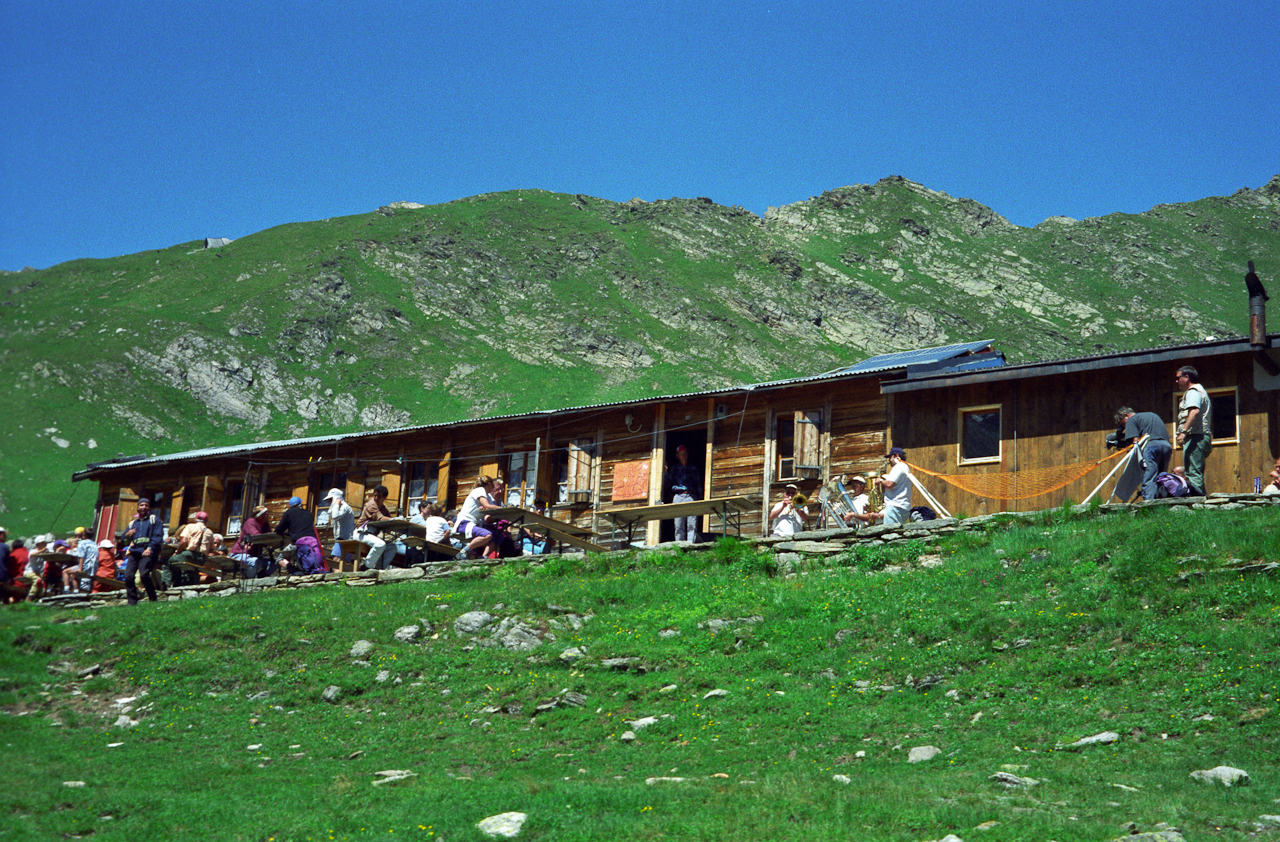
Nach dem Lawinenunglück vom Februar 1999 wurde zunächst ein Provisorium errichtet und am 24. Juli 1999 eingeweiht

Die Hütte ist Etappenort der ersten Etappe des Höhenwegs Via Alta Idra, der in 12 Etappen von der Quelle des Flusses Tessin bis zu seiner Mündung in den Lago Maggiore führt., sowie Etappenort der Abkürzungsvariante der 7. Etappe der Via Alta Vallemaggia. Auch führt die regionale Wanderland-Route 59 (Sentiero Cristallina) hier vorbei, auf der die Hütte Ziel der zweiten von drei Etappen ist.

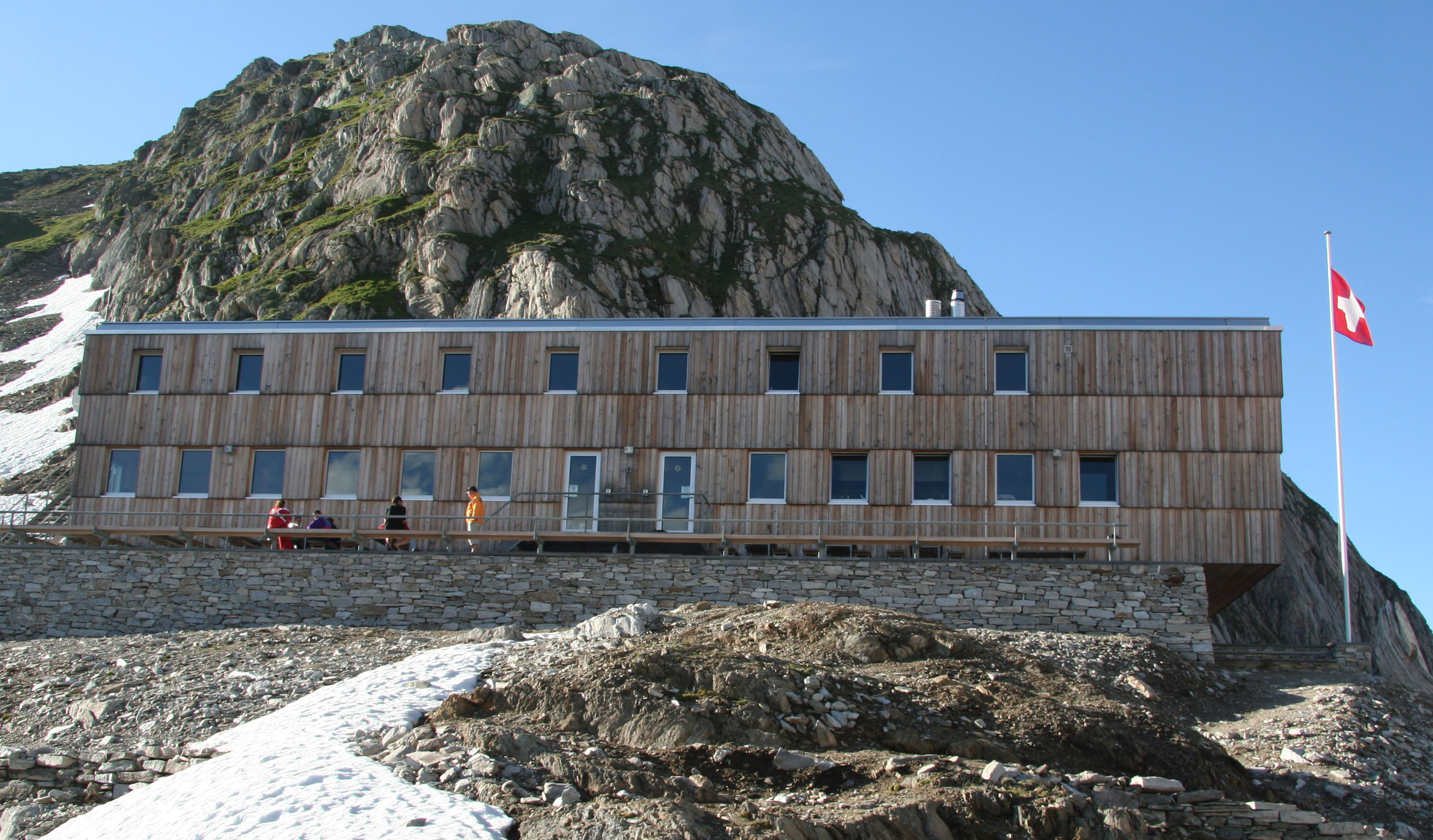
Aussenansicht
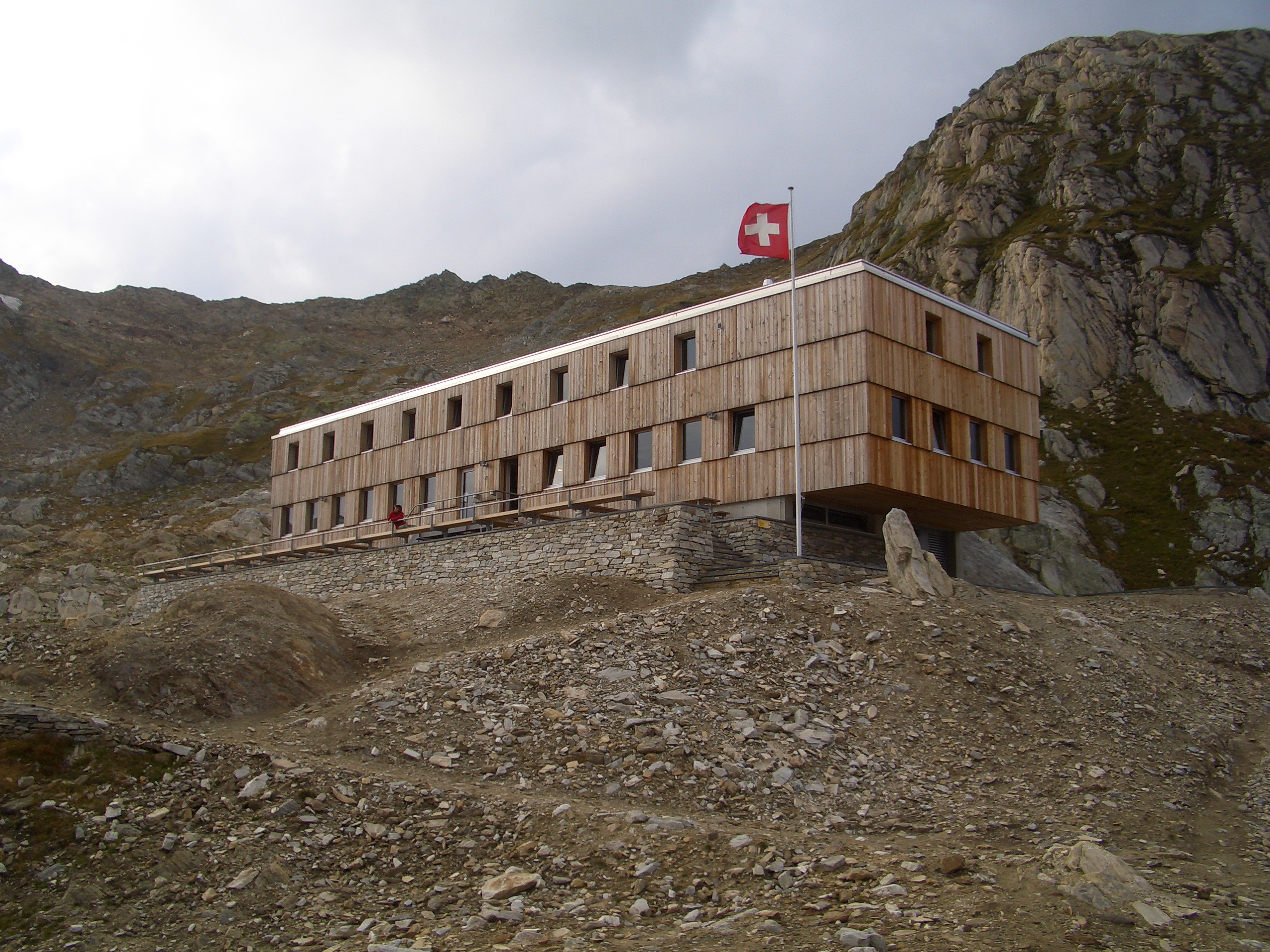
Aussenansicht
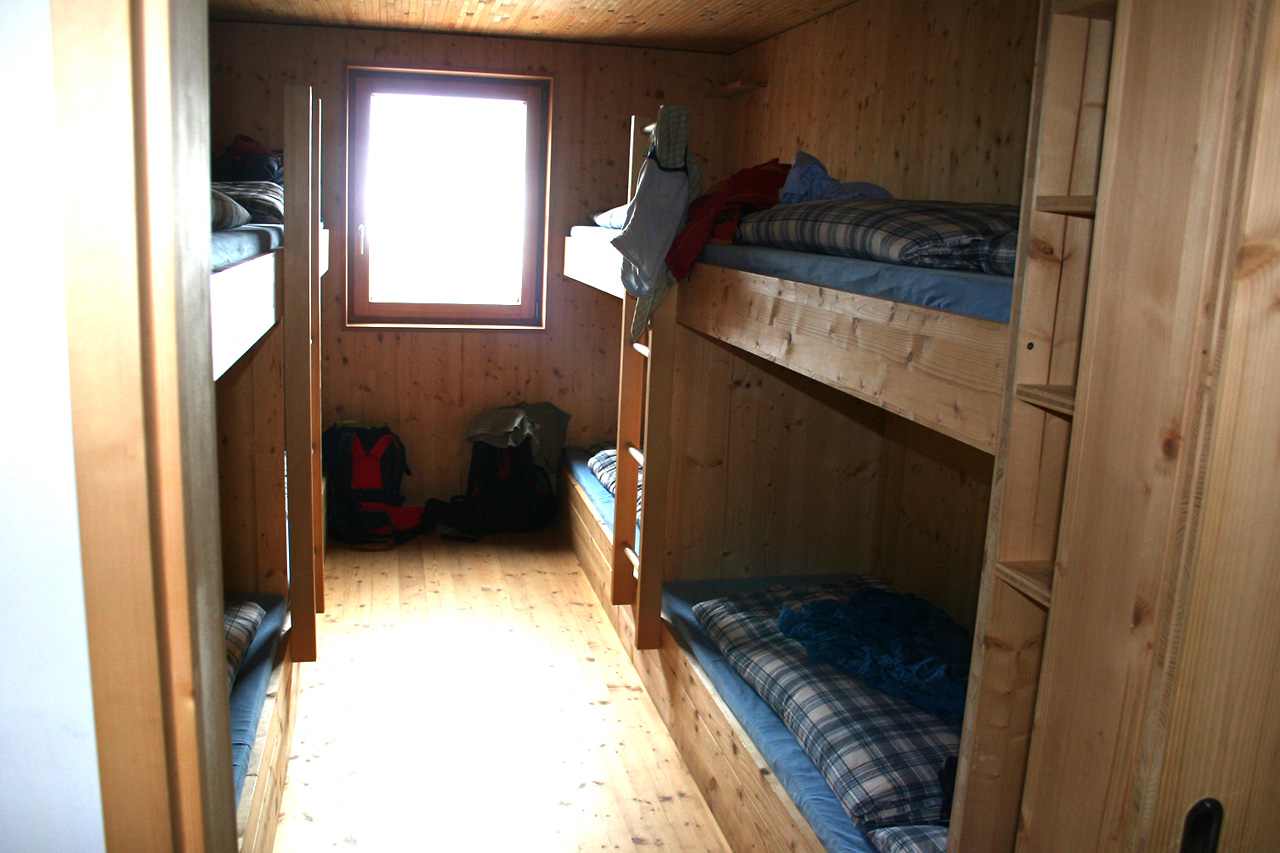
Innenansicht eines Schlafraums in der Cristallinahütte